# Heinrich Carl Rehbock

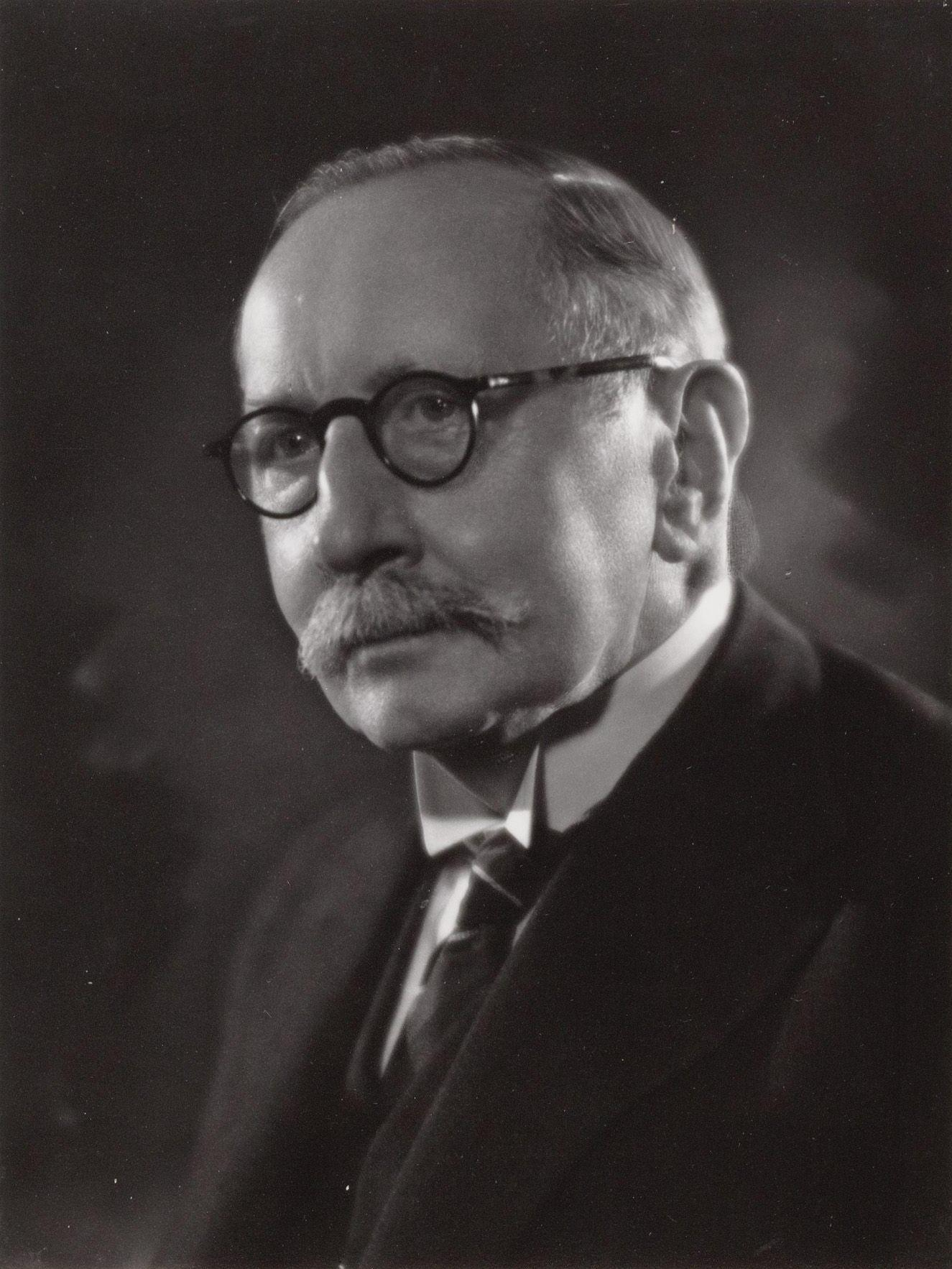
Heinrich Carl Rehbock door Jacob Merkelbach (1937)

Heinrich Carl Rehbock (Amsterdam, 11 november 1865 – aldaar, 25 oktober 1938) was een Nederlands koopman met bindingen met de financiële wereld; hij was voorts filantroop op cultureel gebied.

## Levensloop
Heinrich Carl was een van zoon van koopman Alexander Rehbock (1829-1914), die vanwege zijn beroep van Frankfurt am Main naar Amsterdam was verhuisd en Emma Katharina Elisa/Elisabeth Schöffer (1842-1930). Broer Theodor Rehbock werd bekend waterbouwkundigingenieur, zus Susanna Dorothea Rehbock trouwde met ondernemer en filantroop Christian Wilhelm Janssen. H.C. Rehbock trouwde zelf ook met een Janssen (Caroline Janssen, 1871-1951), dochter van Peter Wilhelm Janssen; het echtpaar kreeg vijf kinderen. Hij werd begraven op Zorgvlied. 
Daar waar zijn broer verder ging in de techniek, stapte H.C. Rehbock de handel in. Toch bevond hij zich net als zijn broer rond zijn militaire keuring alweer in Frankfurt, alwaar hij vermoedelijk zijn middelbare school doorliep. Hij kwam terug naar Amsterdam. Hij was nazaat van de oprichter van de in Frankfurt opgerichte koffiehandel J.H. Hofmann; deze werd in Nederland bekend onder de naam Firma Hofmann, Schöffer en Co, dat tot 1970 (deels alleen op papier) bestond. H.C. Rehbock werkte er eerste als medewerker (vanaf 1884) en werd later firmant (1891).
De lijst beklede functies is lang:
- voorzitter raad van commissarissen Nederlandsche Handel-Maatschappij
- bestuurslid HVA International (Handelsvereniging Amsterdam)
- NV Molukse Handelsvereniging
- NV Sumatra Rubber Cultuur Maatschappij
- NV Cultuurmaatschappij Birnie (en andere van dergelijke instellingen)
- commissaris en lid der commissie van advies van De Nederlandsche Bank.
- commissaris Machinefabriek Stork en Co
- bestuurslid van Het Scheepvaartmuseum
- consul van Japan te Amsterdam

Andere werkzaamheden betroffen:
- medeoprichter van de Vereniging Hendrick de Keyser
- penningmeester van het Koninklijk Nederlands Aardrijkskundig Genootschap (meer dan 25 jaar
- lid van bestuur Natura Artis Magistra
- lid van bestuur Antoni van Leeuwenhoekziekenhuis in navolging van Jacob Rotgangs, als ook van Nederlands Kanker Instituut
- commissie van advies van het Koloniaal Instituut
- bestuurslid Bali-Instituut
- arbitragecommissie vereniging voor de koffiehandel van Amsterdam
- bestuurslid Java-Instituut
- voorzitter van de Vereniging tot instandhouding van het Concertgebouw
- ondervoorzitter van de Vereniging Natuurmonumenten Nederland
- penningmeester van het Nederlands Instituut voor volksvoeding
- penningmeester van de Nederlands-Duitse stichting
- financieel adviseur Vereniging voor physische therapie, een verre voorloper van Jan van Breemeninstituut en Reade
- beschermheer Amsterdamse Bond voor lichamelijke opvoeding
- voorzitter Vereniging voor ziekenverpleging (Prinsengrachtziekenhuis).

In 1908 was hij de opdrachtgever tot bouw van Keizersgracht 517. Zijn overlijden was landelijk nieuws; uiteraard ook in Nederlands-Indië. Rehbock was sportliefhebber.

## Willem Rehbock
Zoon Willem Rehbock (1898-1988) trad in de voetsporen van zijn vader, was consul van Japan, directeur bij Hollandse Stoomboot Maatschappij, Hij was vanaf 1931 aangesloten bij de Kamer van Koophandel Amsterdam, waarvan hij in 1967 voorzitter werd. Hij werd benoemd tot ridder in de Orde van de Nederlandse Leeuw en officier in de Orde van Oranje-Nassau. 